# Insurgencia en Mount Elgon
La Insurgencia en Mount Elgon es un conflicto iniciado en marzo de 2005 y finalizado en 2008, siendo parte de las tensiones étnicas que llevaron a la crisis que vivió Kenia. El conflicto se desarrolló en el distrito homónimo en la provincia Occidental del país. Involucro a las Fuerzas de Defensa de la Tierra Sabaot (SLDF, Sabaot Land Defence Force) agrupadas en la tribu sabaot del pueblo kalenjin contra las tropas del gobierno keniano (Fuerzas de Defensa de Kenia, Kenya Defence Forces). Se ha acusado a ambos bandos de atrocidades, en particular, contra civiles y prisioneros.